# Akua Kuenyehia
Akua Kuenyehia (Akropong, 1947) è una giudice ghanese della Corte penale internazionale, Divisione di Appello.
Eletta dall'Assemblea degli Stati Parte nel Gruppo degli Stati africani, Lista B, l'11 marzo 2003 per tre anni e rieletta nel 2006 per nove anni.